# Madcon
Madcon - норвезький музичний дует, створений у 1992 році Йосефом Вольде-Маріамом та Тшаве Баква. Станом на 2022 рік вони випустили вісім альбомів. Вони найбільш відомі завдяки кавер-версії пісні "Beggin'" гурту The Four Seasons 2007 року та синглу "Don't Worry" 2015 року за участю Рея Далтона.

## Учасники

### Йосеф Вольде-Маріам
Йосеф Вольде-Маріам (нар. 4 серпня 1978) - ефіопсько-норвезький телеведучий і репер. Його батьки походять з Ефіопії та Еритреї. Вольде-Маріам виріс у Грефсені (район Осло), переїжджав з матір'ю між Рьойкеном, Гренландом, Грюнерлоккою та Беккелагетом. У 2012 році був наставником норвезької версії "Голосу країни", відомої як "The Voice - Norges beste stemme", що транслювалася на норвезькому телеканалі TV 2.

### Тшаве Баква
Тшаве Баква (народився 6 січня 1980 року в Саарбрюккен, Німеччина) - південноафрикансько-німецько-норвезький репер і телеведучий південноафриканського походження. Баква переїхав до Південної Африки з батьками, коли йому було 14 років, після перших демократичних загальних виборів у країні, врешті-решт, повертається до Норвегії для музичної кар'єри. Баква взяв участь і переміг у третьому сезоні норвезького танцювального конкурсу Skal vi danse? (букв. "Потанцюємо?"). Хоча судді в кінцевому підсумку віддали перевагу фіналістці Моні Грудт, Баква переміг за результатами глядацького голосування. Він також виступив в якості артиста закадрового голосу у фільмі "Ріо", зігравши персонажа Ніко.  

## Історія
Madcon випустили свій перший сингл "God Forgive Me" в 2000 році (Virgin Records), але їх перший комерційний прорив відбувся з хітом "Barcelona" в 2002 році з давніми співробітниками Paperboys (на лейблі Bonnier Amigo). У 2004 році Madcon випустили свій перший офіційний альбом It's All A Madcon (AA-Recordings/Bonnier Amigo), за який отримали норвезьку Греммі та кілька інших нагород. У 2005 році Madcon були телеведучими на скандинавському музичному каналі The Voice, одночасно працюючи над своєю музикою в студії. Шоу "The Voice of Madcon" (залаштункове життя дуету) мало великий успіх як для Madcon, так і для мережі.
Їх другий альбом, So Dark The Con Of Man, був випущений 3 грудня 2007 року. У Сполученому Королівстві альбом досяг 137 місця в альбомних чартах. У Норвегії альбом був сертифікований золотом за 3 години та платиною за 3 дні. У двох піснях альбому брали участь соул-співачка Noora Noor і Paperboys. 
У 2008 році Madcon випустив кавер-версію пісні 1967 року The Four Seasons "Beggin'", заробивши групі кілька позицій чарту №1 у Франції, Португалії, Норвегії та Росії та глобальну позицію № 2 в європейському чарті Billboard Hot 100. Крім того, пісня стала 9 разів платиновою в Норвегії і була №1 в офіційних норвезьких чартах продажів протягом 12 тижнів, що зробило "Beggin" одним з найбільших хітів усіх часів у Норвегії. Обкладинка Madcon на "Beggin" була створена 3Elementz (зараз ELEMENT), які також продюсували інші сингли "So Dark The Con Of Man" і всі треки альбому "Inconvenient Truth". Вони очолили церемонію нагородження World Music Awards 10 листопада 2008 року і отримали нагороду як найбільш продаваний у світі норвезький артист. "Beggin'" досягнув золотого рівня продажів у США.
Після декількох переговорів лейбл Madcon (Bonnier Amigo) підписав ліцензійну угоду з Sony BMG для Центральної Європи, Великобританії, Австралії та Нової Зеландії, Universal Republic в США, Warner Music в Іспанії та Just Music в Південній Африці. Madcon також був ведучим норвезької версії шоу "Don't Forget the Lyrics!", "Kan du Teksten?" на телеканалі TV 2 (Норвегія).
Їхній третій альбом "Inconvenient Truth" був випущений по всій Європі на початку та в середині 2009 року, і група також випустила інші великі релізи, в тому числі в США, Японії та Австралії. 
Madcon виконали пісню "Glow", яка стала фоном для танцювального флешмобу "Євробачення 2010", що транслювався в антракті пісенного конкурсу "Євробачення 2010". Пісня стала ще одним з найбільших хітів усіх часів у Норвегії, досягнувши більш ніж 10-кратного платинового статусу в Норвегії та платинового статусу в Німеччині. Продюсером пісні виступив лейбл Element.
У 2011 році під час гала-нагородження ESKA Music Awards 2011 у Польщі Madcon був нагороджений міжнародною премією "Гурт року". 
Madcon досягли платинового статусу з хіт-синглом "Freaky Like Me" за участю Ameerah, спродюсованим норвезьким хіт-продюсером DreamRoc'a, також відомим як Sha Arjang Shishegar і TJ Oosterhuis. "Freaky Like Me" є третім за величиною міжнародним хітом гурту.

## Телебачення
У 2021 році Madcon з'явився в 6-й серії першого сезону норвезького телевізійного серіалу "Вихід", зображуючи музичний дует, запрошений зіграти на вечірці під відкритим небом. Чути, як вони виконують серед інших пісень свою кавер-версію "Beggin'".

## Музичний стиль і виконання
Madcon описують свій музичний стиль як ретро-урбаністичну суміш з впливами фанку, соулу та хіп-хопу, з додатковими елементами реггі, латиноамериканських та африканських музичних впливів.
Кавер Madcon на пісню "Beggin'" був використаний у фільмах "Крок вперед 3", "Вуличні танці 3D", "Просто йди з цим" та театральному трейлері до "Поганого вчителя". Її заспівав Філіп Філліпс на шоу American Idol у 2012 році, а також Білл Даунс і Макс Мілнер у батлах 1-го сезону The Voice UK.

## Дискографія
Основна стаття: Дискографія Madcon
- It's All a Madcon (2004)
- So Dark the Con of Man[en] (2007)
- An InCONvenient Truth[en] (2008)
- Contraband[en] (2010)
- Contakt[en] (2012)
- Icon[en] (2013)
- Contakt Vol. 2 (2018)

## Зовнішні посилання
- Офіційний сайт
- Сторінка дискографії
- Рецензія Daily Music Guide "Beggin'"
- Рецензія на сингл "Liar"

- * Glow (сингл, який гурт виконував на Євробаченні 2010)